# Kia Soul
La Kia Soul est un crossover urbain produit par le constructeur automobile Sud-coréen Kia.

## 1regénération (2008-2014)
La première génération du Kia Soul est présentée au salon de l'automobile de Paris en octobre 2008 et commercialisée entre janvier 2009 et janvier 2014. Sorte de petit break, il n'appartient pas clairement à une catégorie donnée. Il s'agit d'un crossover, qui évolue entre le petit monospace et le mini SUV.
Il a subi un profond restylage en janvier 2012.
Il est proposé avec un moteur essence, 1.6 GDI 140 ch et un diesel 1.6 CRDi de 128 ch. Ces deux moteurs sont livrés avec une boîte manuelle 5 vitesses, mais le diesel propose aussi en option une boîte automatique 6 vitesses.
Sa gamme en France comprend trois niveaux de finitions : Style, Active et Sport.
Le Soul est basé sur la plateforme technique de la Kia Rio. Il est produit dans l'usine de Gwangju en Corée du Sud. À l'origine, son nom (qui signifie « âme » en anglais) vient de la capitale sud-coréenne Séoul, et après un lapsus de son créateur, il fut appelé Soul[réf. nécessaire].

## Galerie

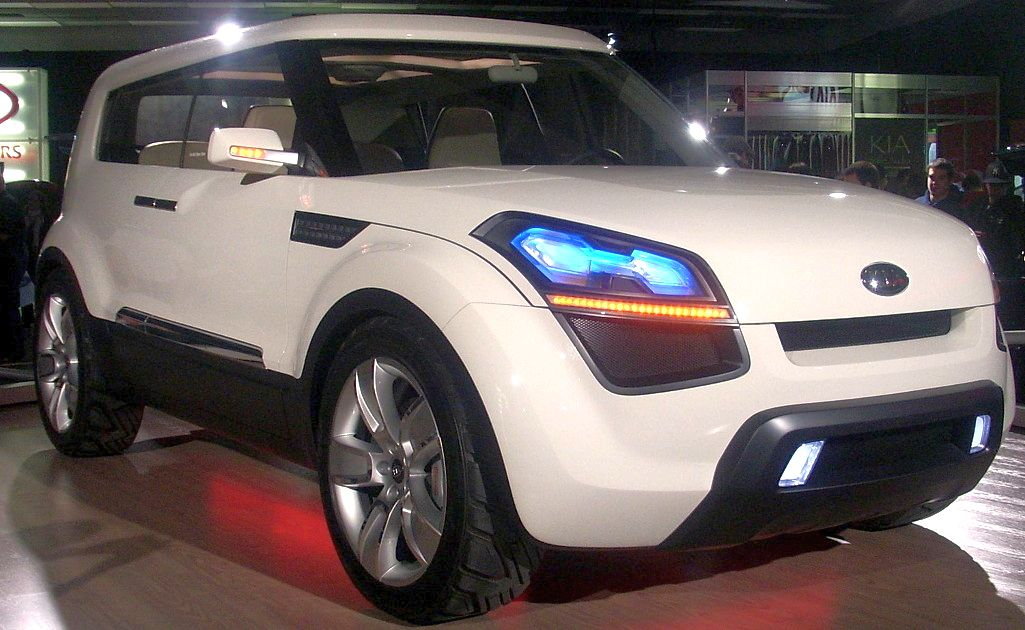
Kia Soul Concept
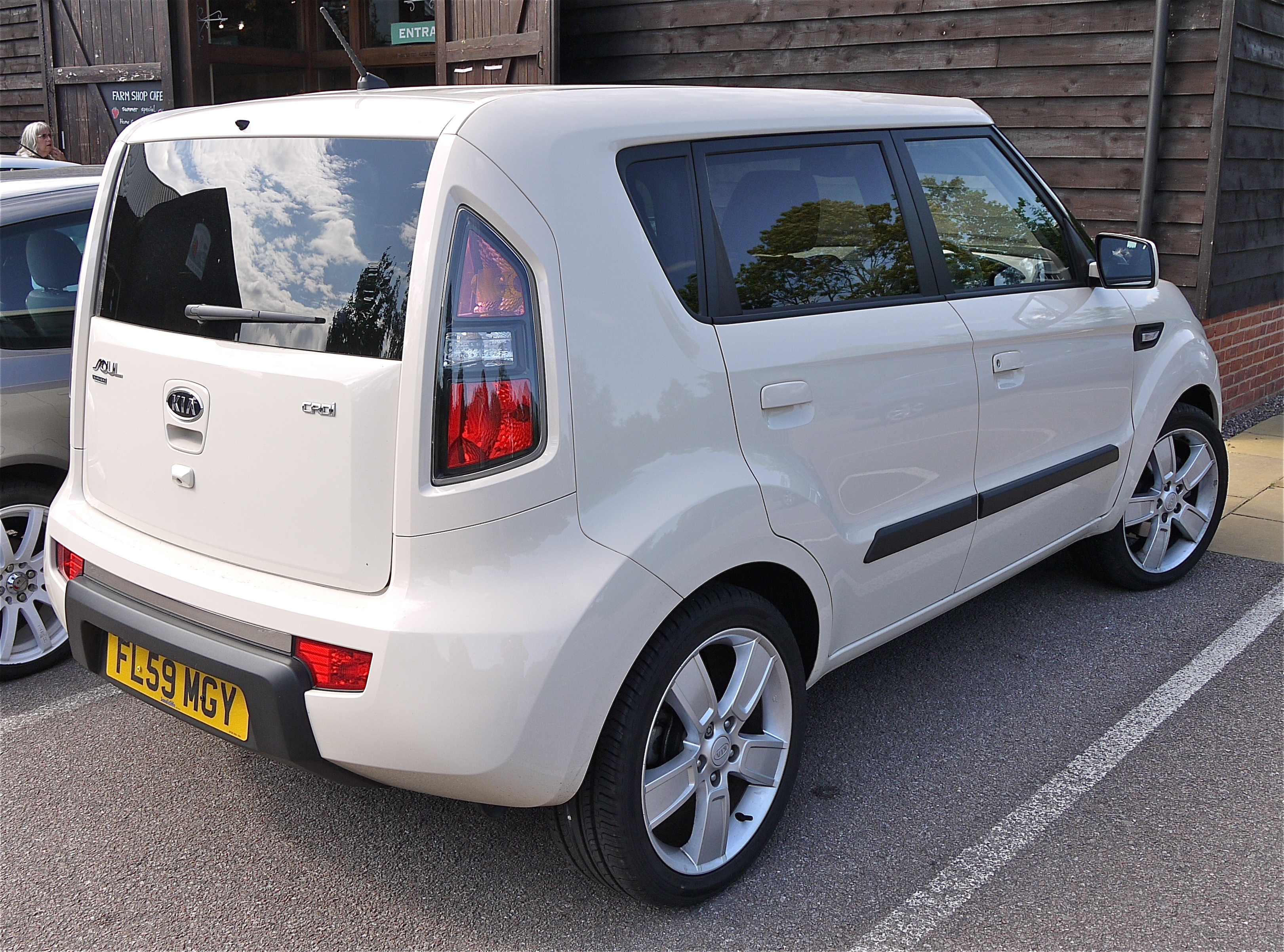
Kia Soul I phase 1
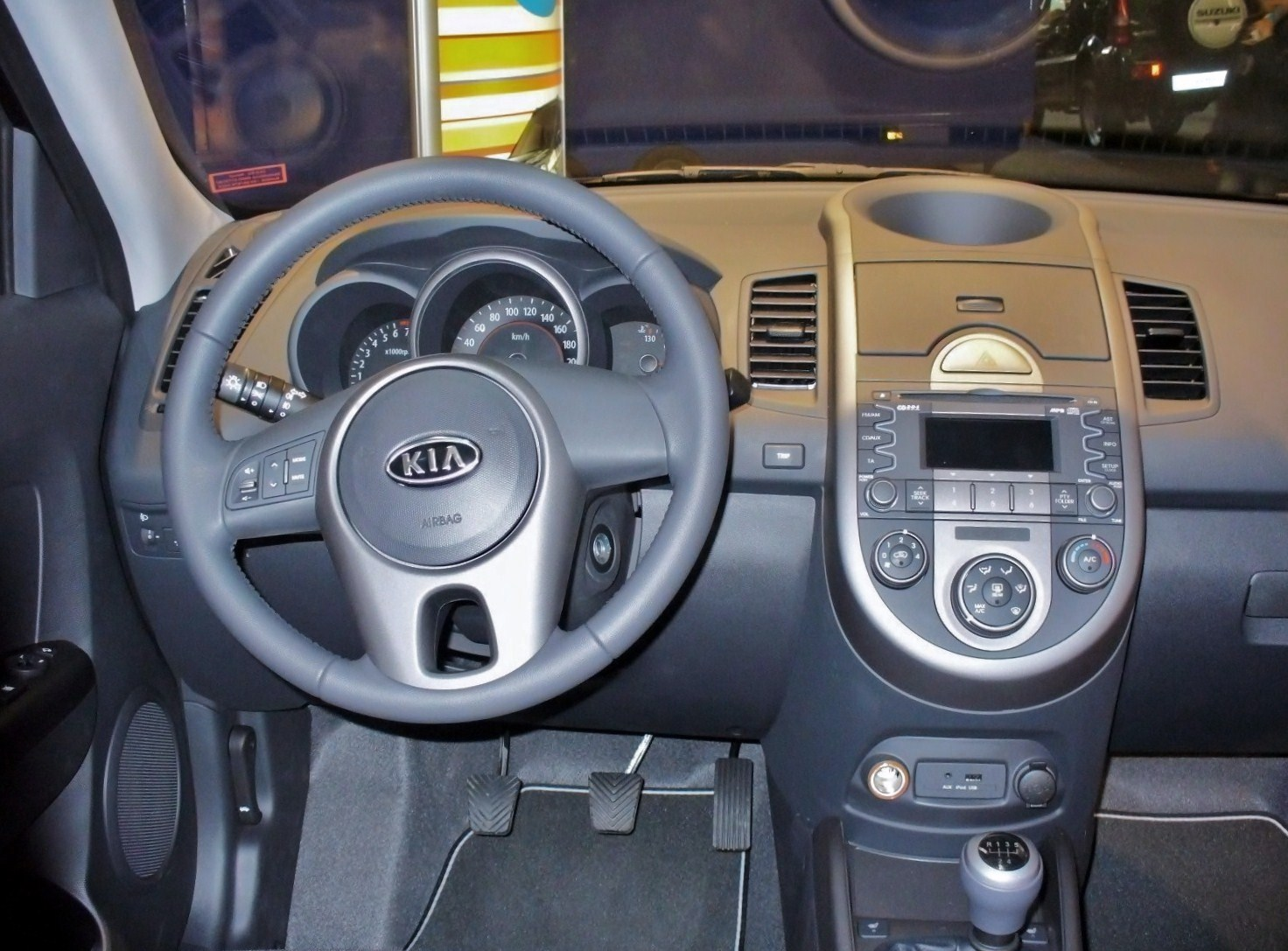
Kia Soul I phase 1 (intérieur)
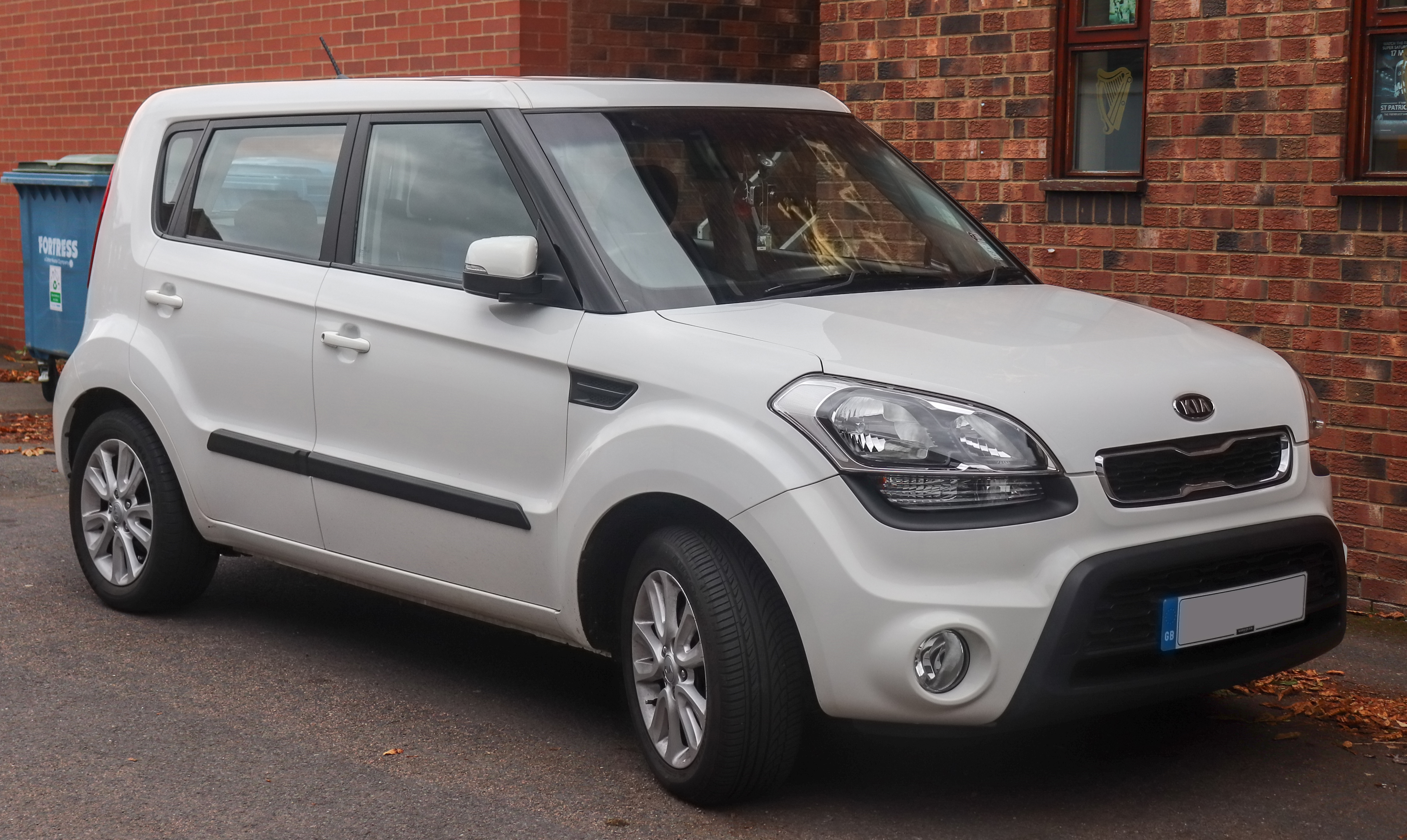
Kia Soul I phase 2
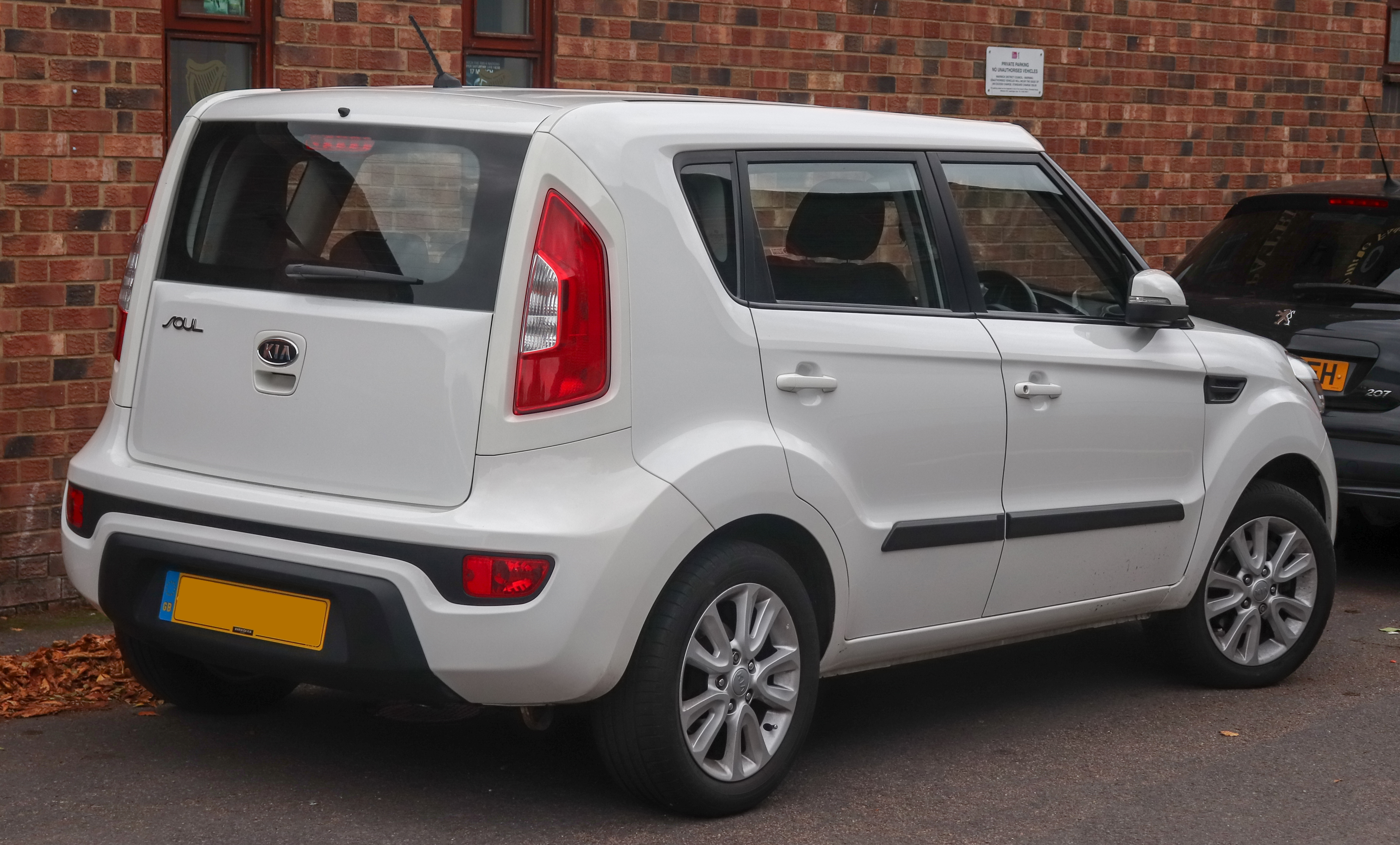
Kia Soul I phase 2
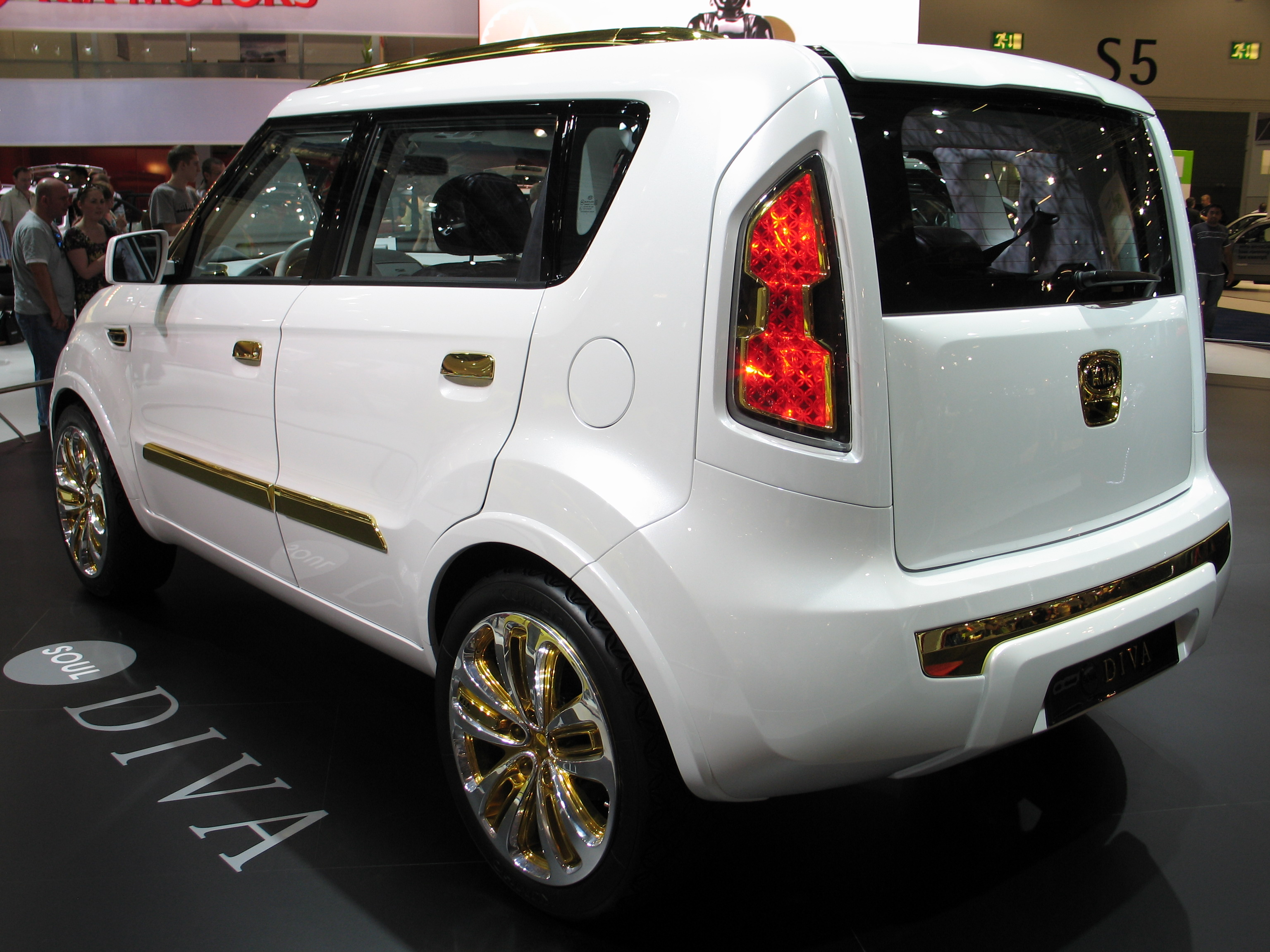
Kia Soul Diva Concept
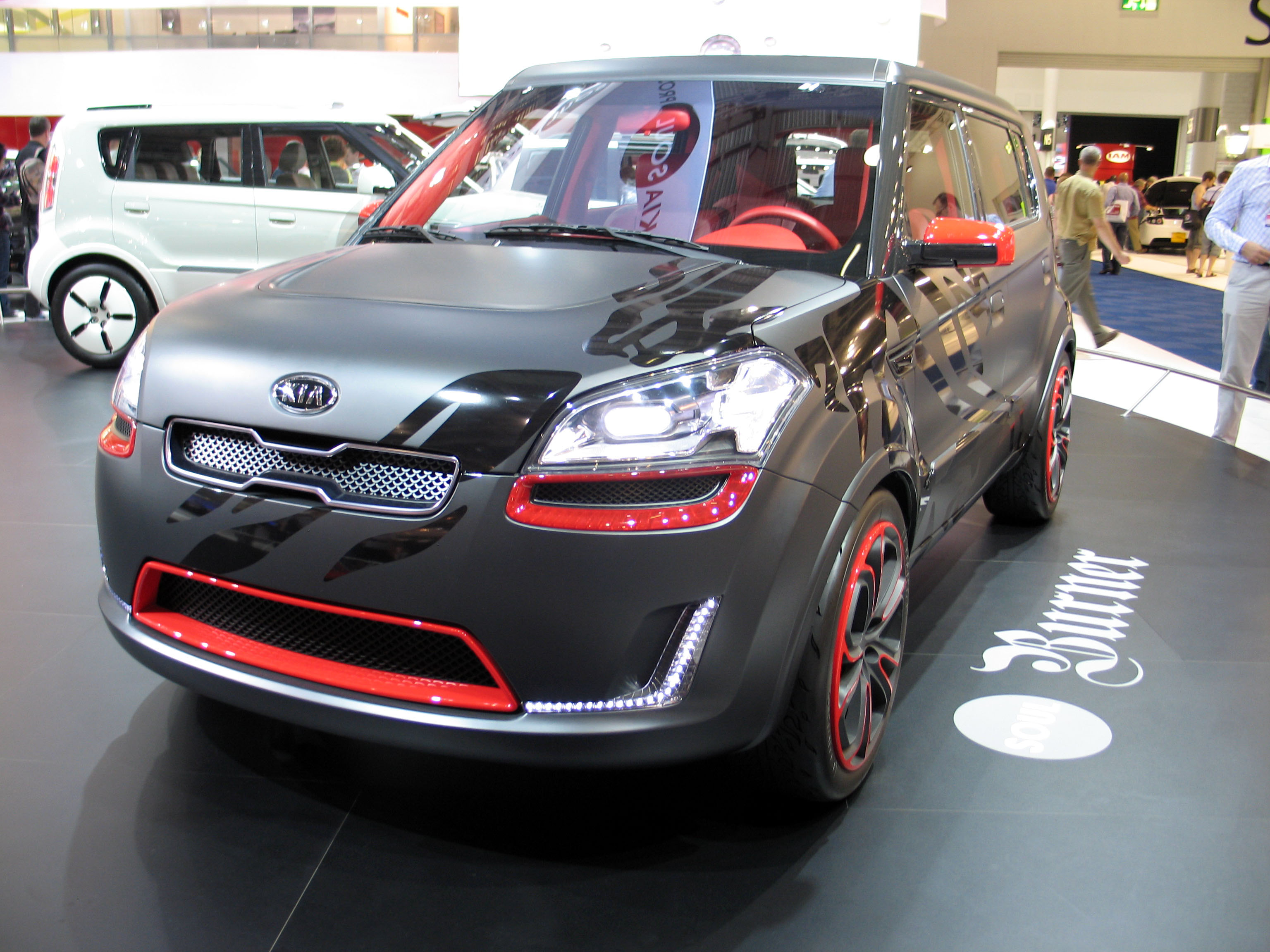
Kia Soul Burner Concept
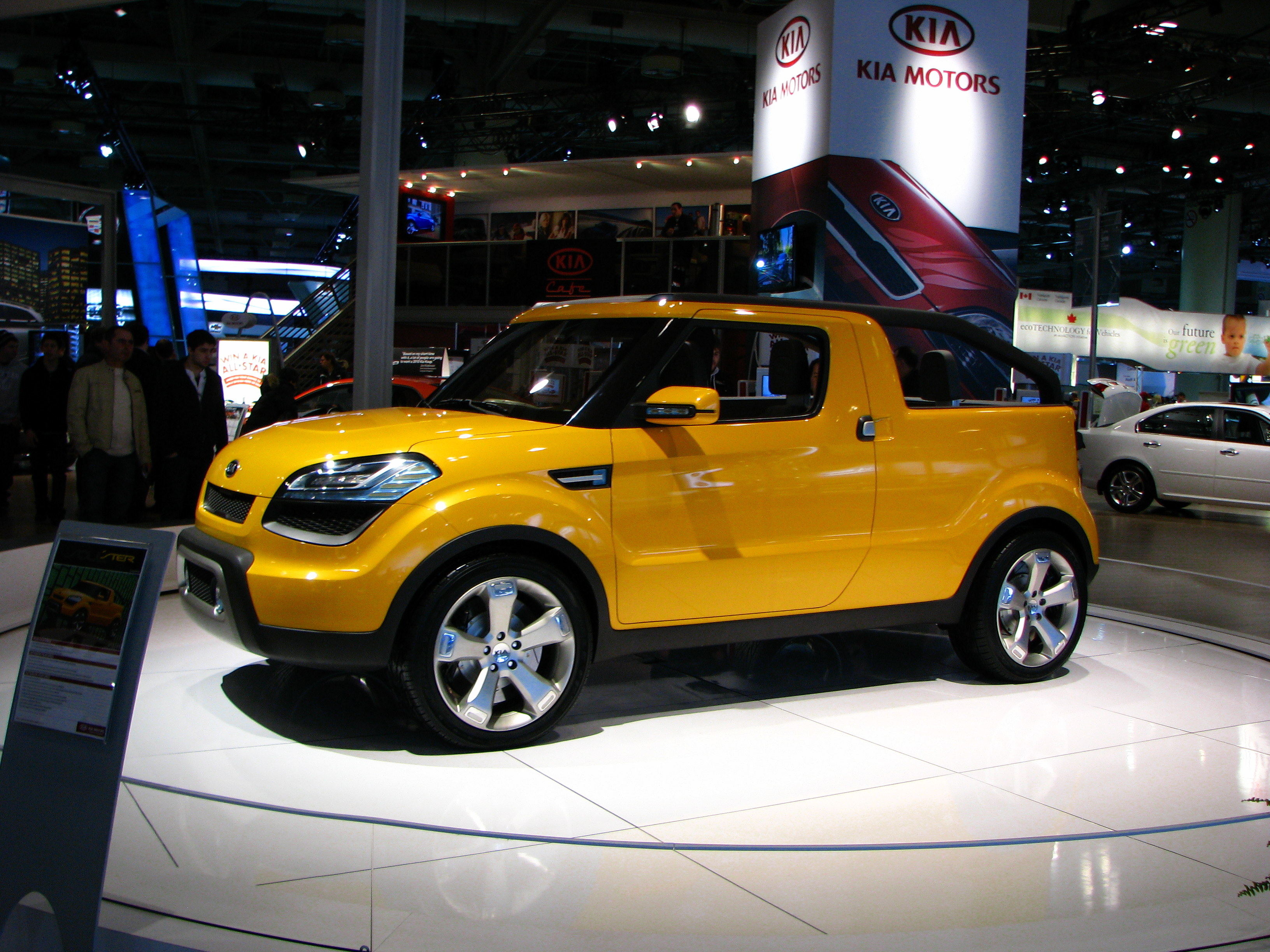
Kia Soul'ster Concept

## 2egénération (2013-2018)

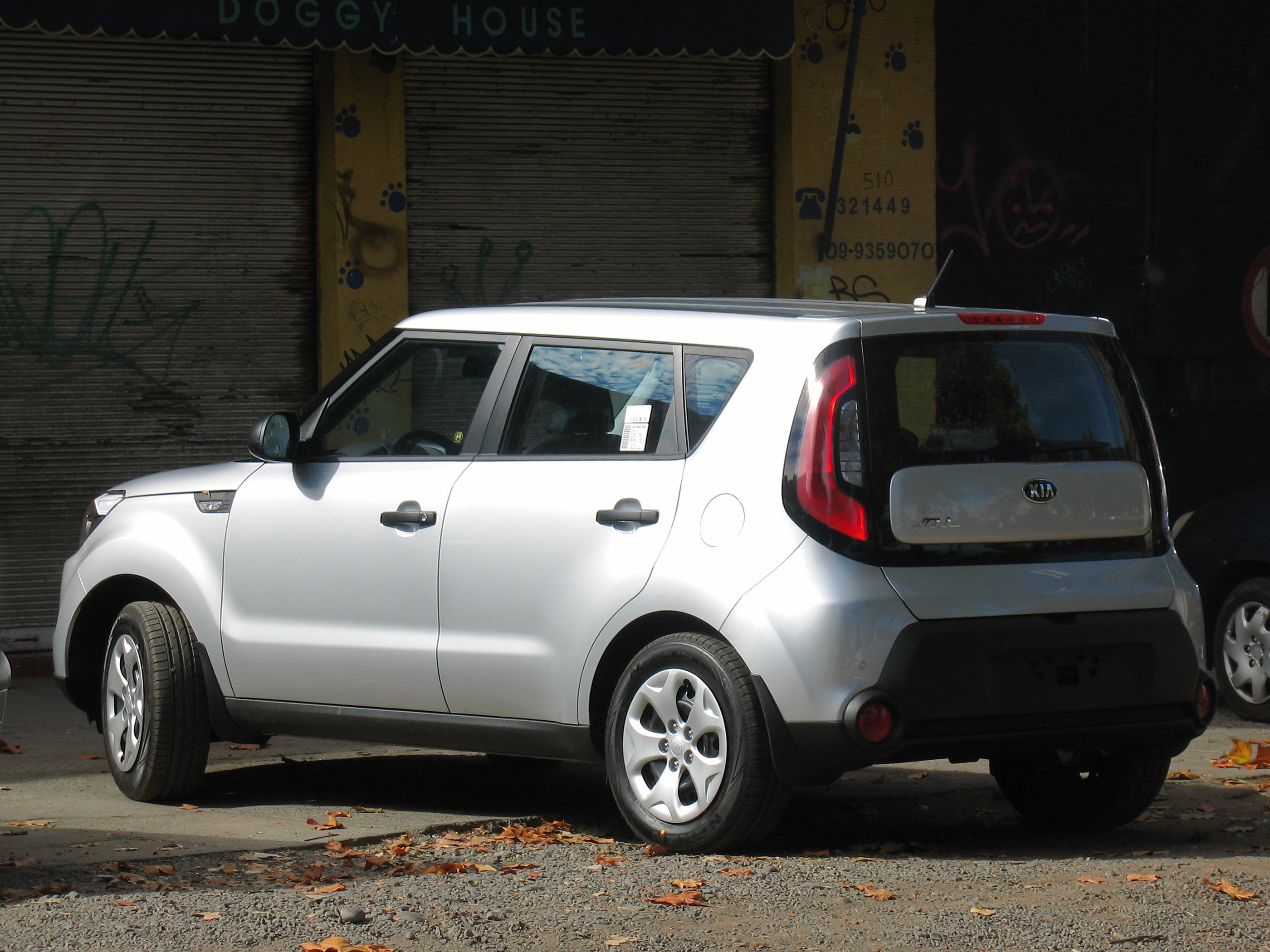
Kia Soul II Phase I

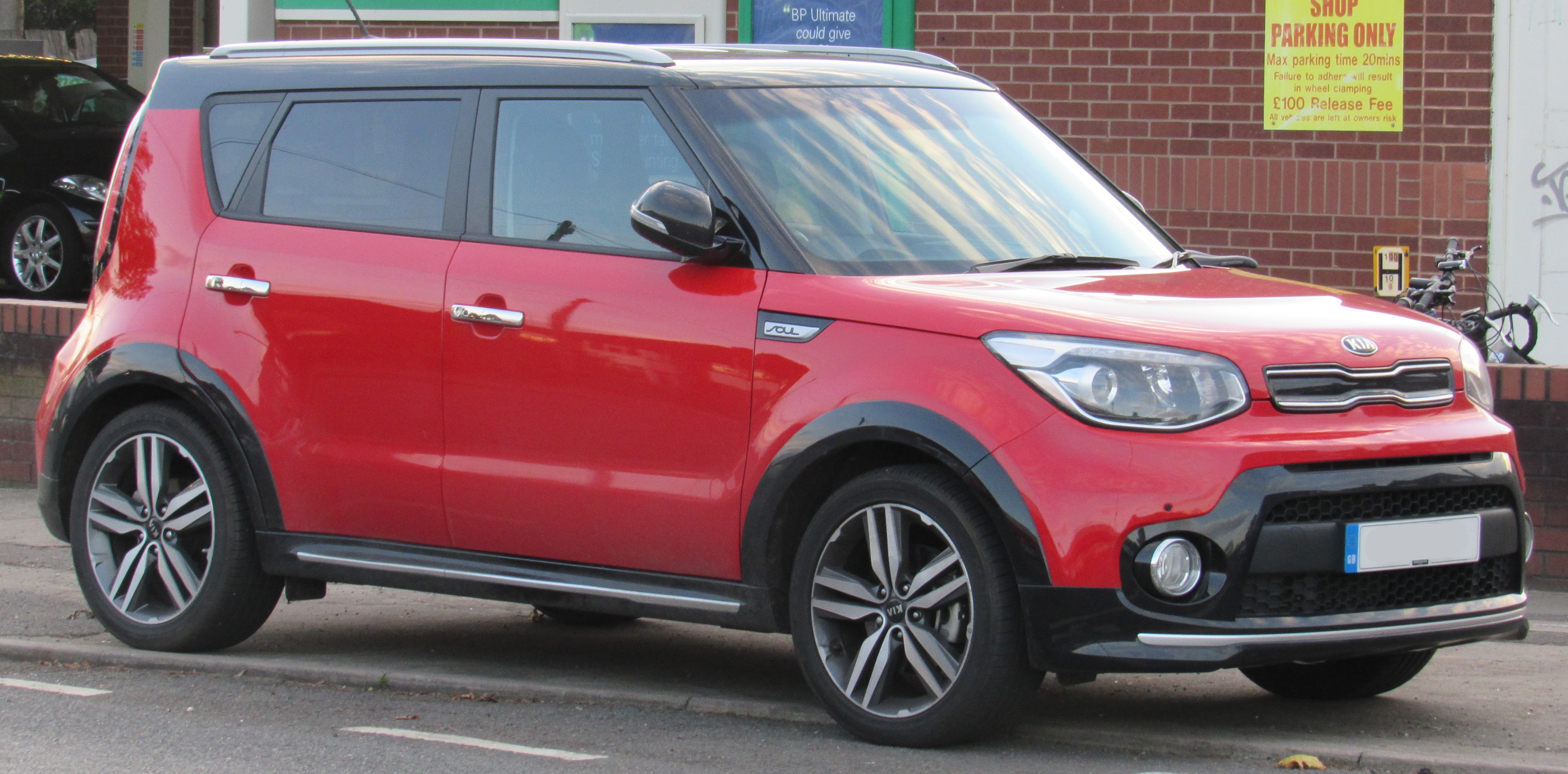
Kia Soul II Phase II

La seconde génération du Kia Soul est sortie en 2013. Elle est dessinée par le designer Peter Schreyer.
Elle existe aussi en version électrique EV. Elle est restylée en 2017.

## 3egénération (2018-)
La troisième génération du Kia Soul est présentée le 28 novembre 2018 au salon de l'automobile de Los Angeles 2018.
Sa commercialisation en Corée du Sud cesse prématurément en janvier 2021, faute de ventes et à cause de la concurrence interne d'autres modèles, notamment le Kia Seltos. La Soul reste proposée ailleurs dans le monde.
Il adopte le nouveau logo Kia en 2021.

Le Kia Soul III restylé est présenté dans sa version américaine début mai 2022. L'avant du véhicule est modifié de manière importante à l'occasion de cette mise à jour de mi-carrière.

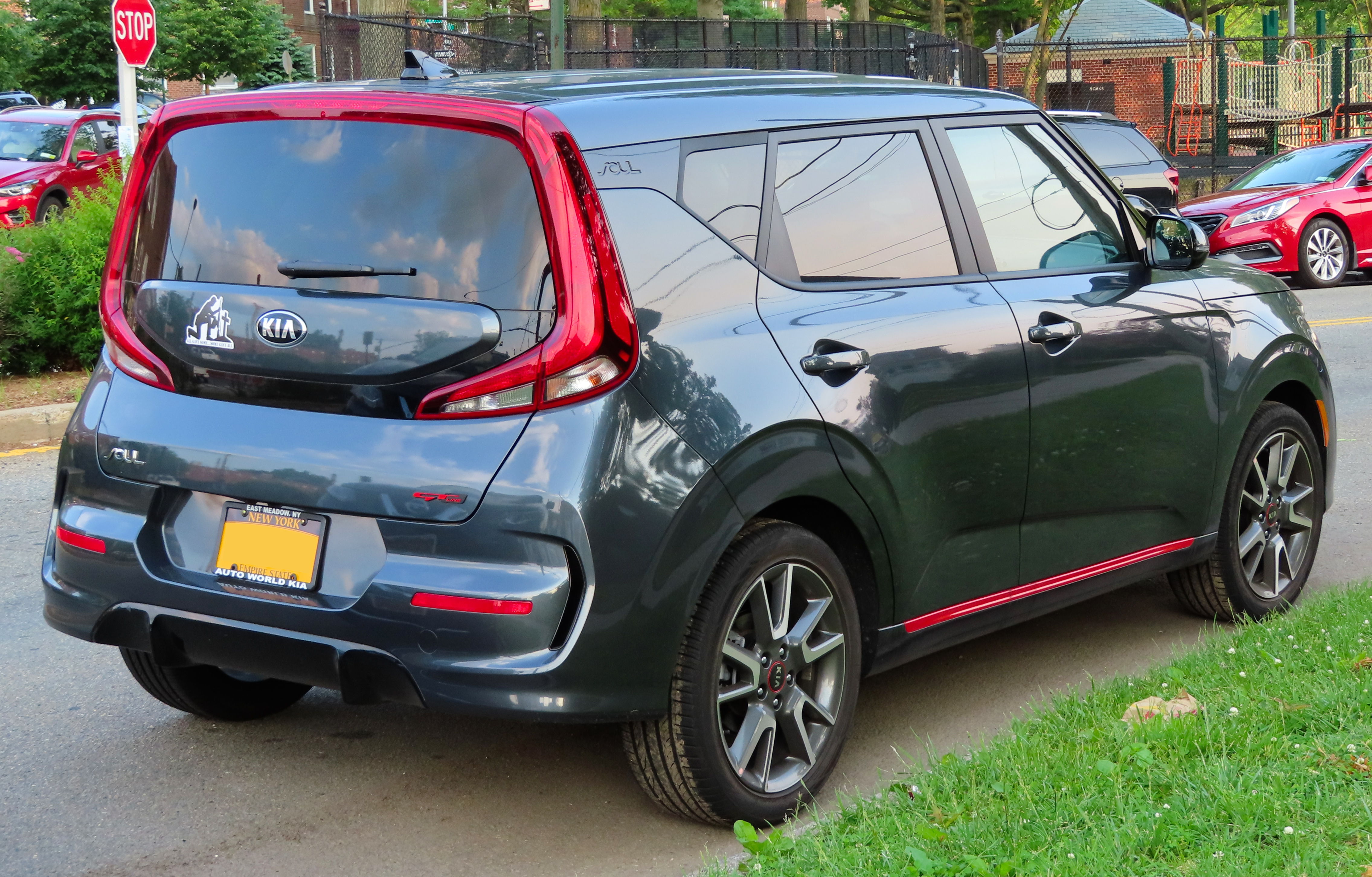
Kia Soul III phase 1
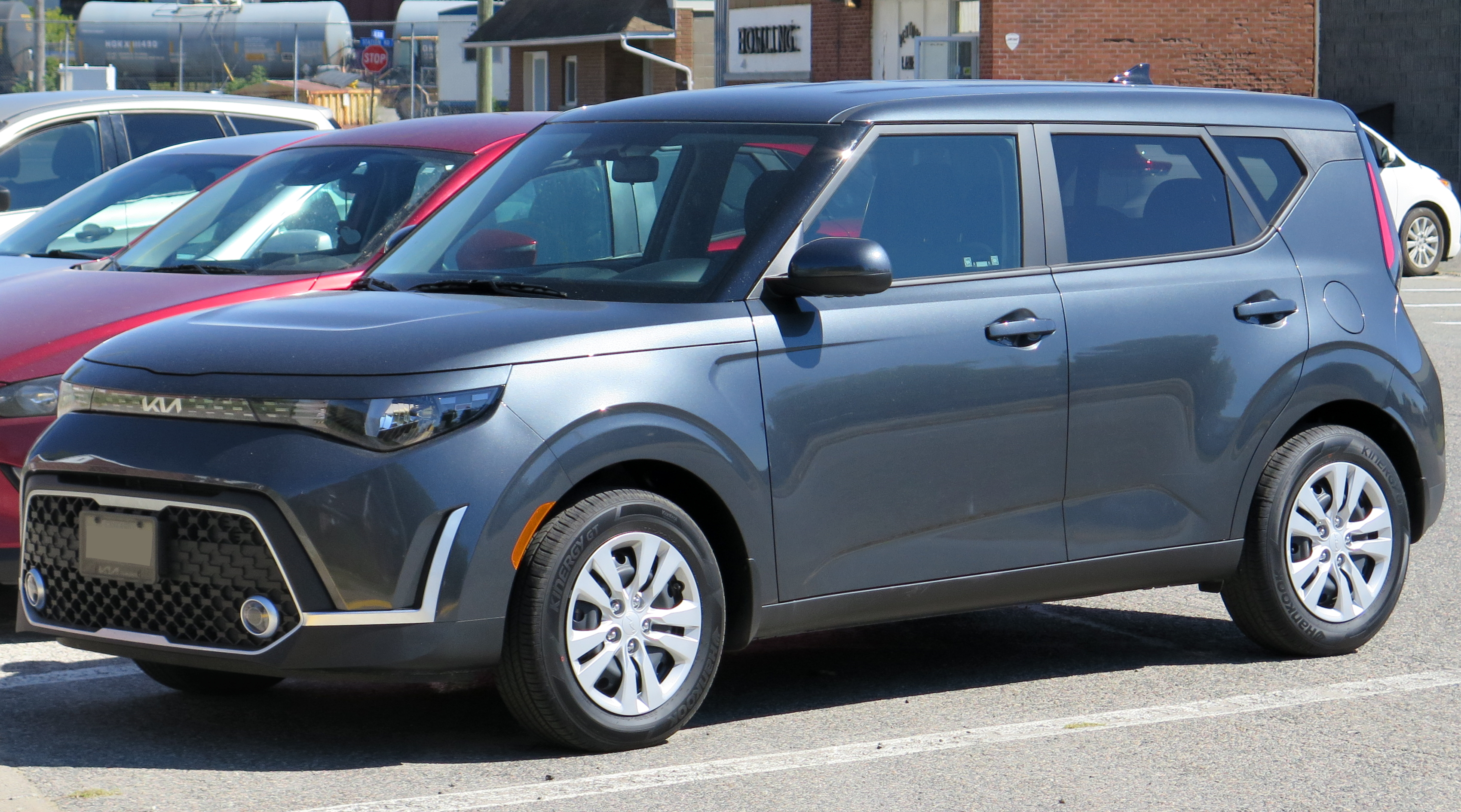
Kia Soul III phase 2
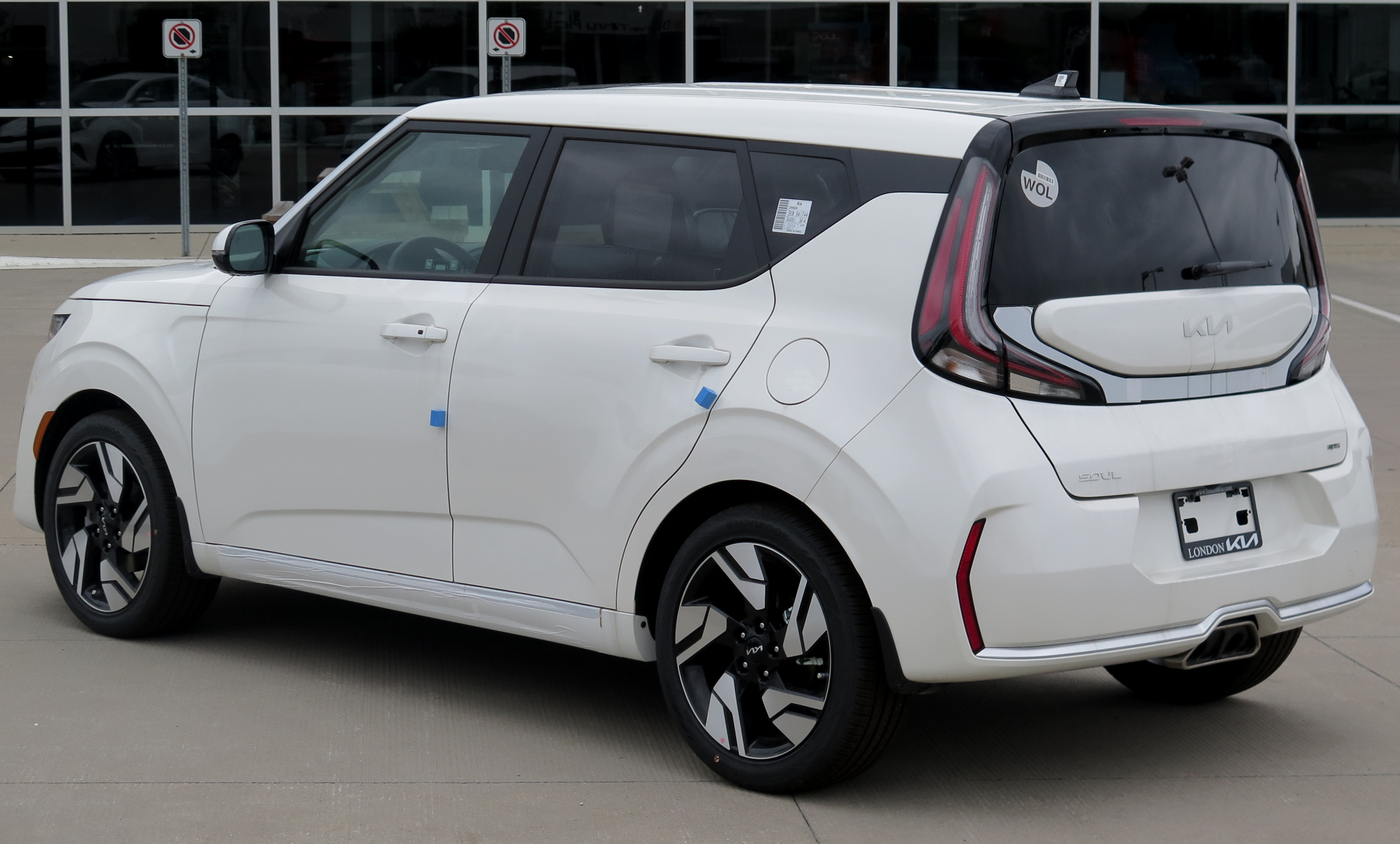
Kia Soul III phase 2

### Kia e-Soul
La version électrique du crossover est présentée en décembre 2018 et est commercialisée simultanément avec sa présentation au salon international de l'automobile de Genève 2019. Sur la plupart des marchés européens, elle abandonne le nom Soul EV pour devenir e-Soul.
Le Soul est uniquement disponible en version électrique sur le marché européen.

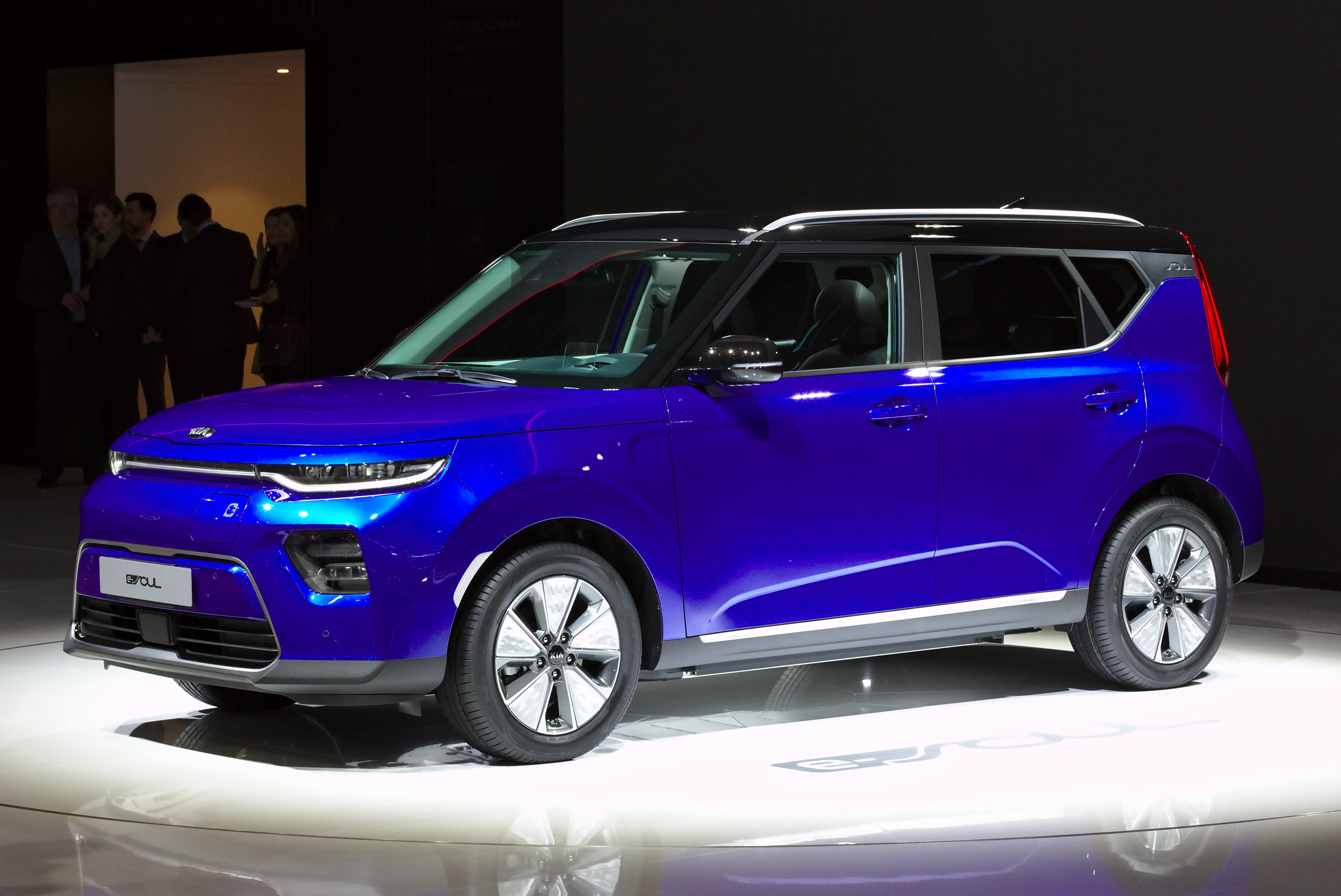
Kia e-Soul phase 1
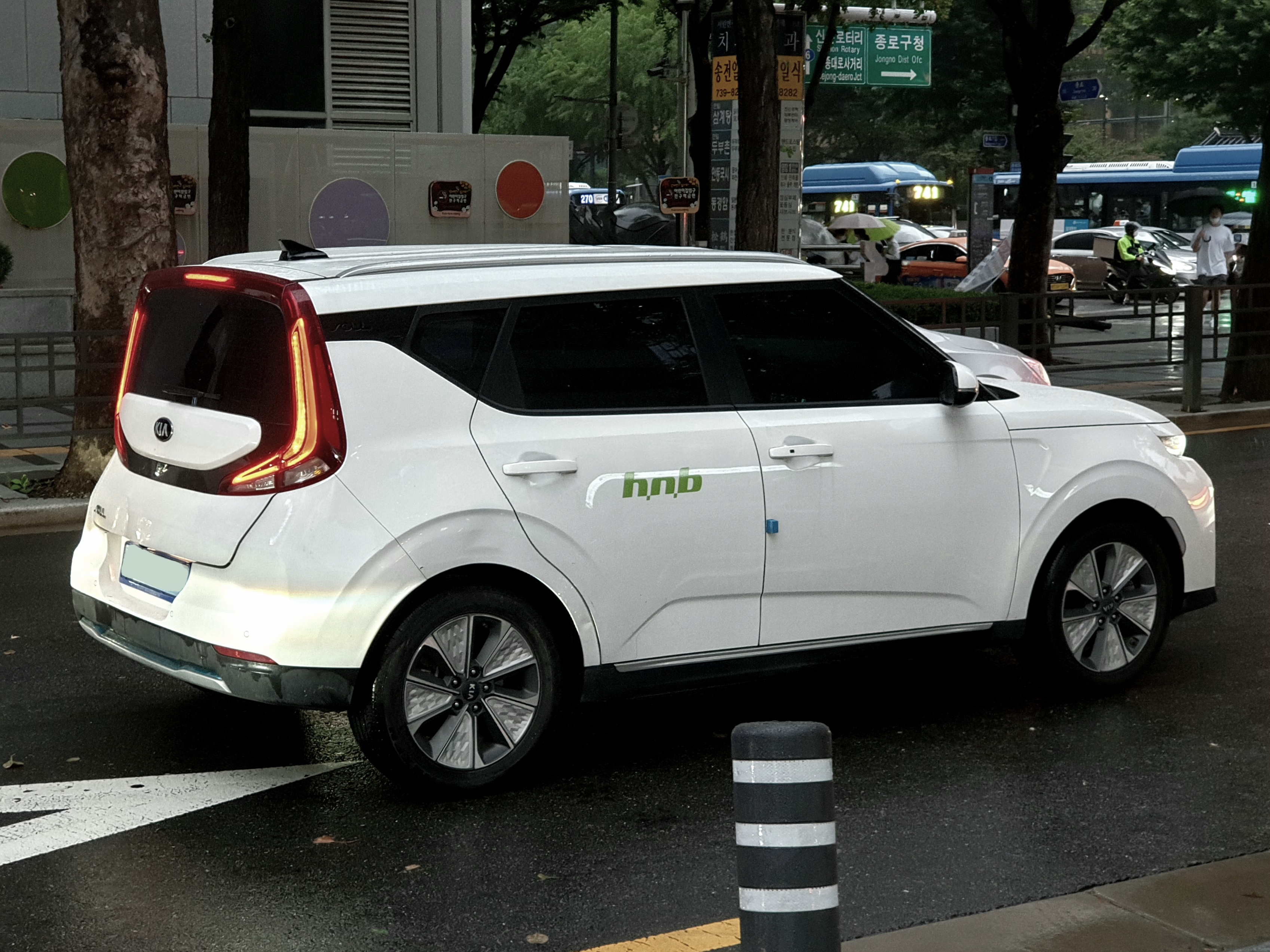
Kia e-Soul phase 1
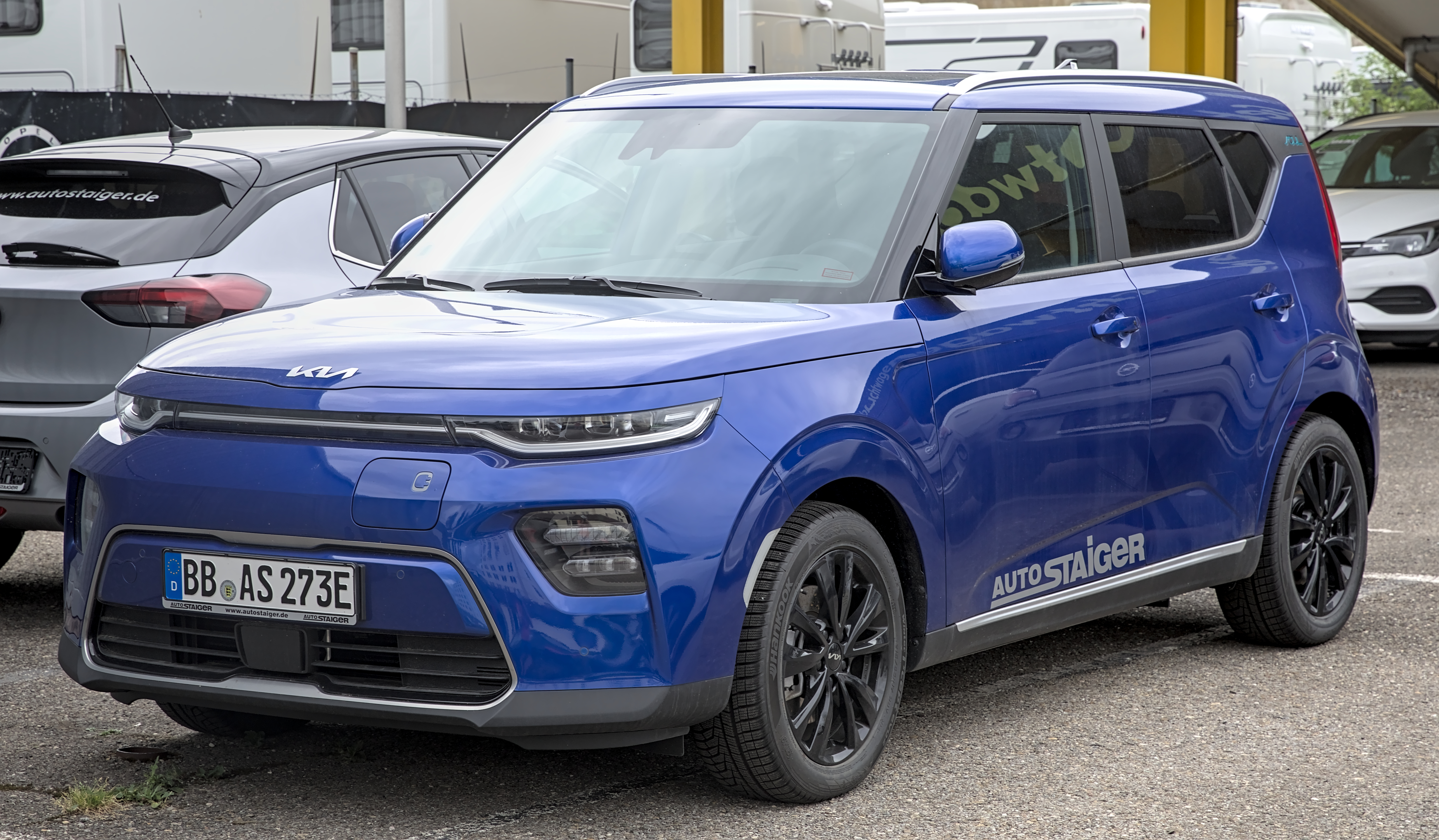
Kia e-Soul phase 1 (avec nouveau logo)

#### Motorisations et données techniques
Les moteurs sont au nombre de deux et développent 136 ch et 204 ch. La boîte est automatique. La masse varie entre 1 593 et 1 682 kg. Le coffre propose un volume de 315 L.